# Philippe Édouard Foucaux

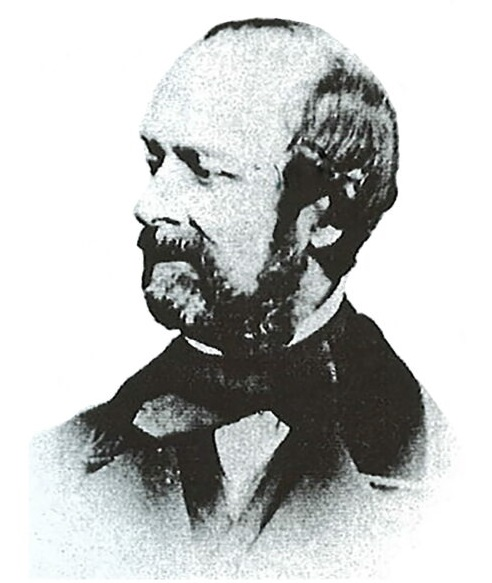
Philippe Édouard Foucaux

Philippe Édouard Foucaux (* 15. September 1811 in Angers; † 19. Mai 1894 in Paris) war ein französischer Tibetologe und Indologe.
Foucaux studierte in Paris unter Eugène Burnouf Indologie und erlernte dann im Selbststudium zwei Jahre lang die tibetische Sprache. In der Folge wurde er zum Professor für Tibetologie an der École des langues orientales ernannt, wo er am 31. Januar 1842 seine Antrittsvorlesung hielt. Nach der Errichtung des Zweiten Kaiserreichs in Frankreich wurde er 1858 Professor des Sanskrits am Collège de France.
Seine Hauptwerke beziehen sich auf die tibetische Sprache und Literatur, so Rgya-tcher-rol-pa, ou Développement des jeux, contenant l’histoire du Bouddha Sakya-Muni (2 Teile, Paris 1847–48; die tibetische Version der Buddha-Biographie Lalitavistara) und eine tibetische Grammatik (Grammaire de la langue tibétaine, 1858). Später wandte er sich dem Studium der Sanskrit-Literatur, namentlich der indischen Dramen und Epen, zu und veröffentlichte Übersetzungen von Texten dieses Gebiets sowie des Lalitavistara (2 Bände, 1884–92, in den Annales du Musée Guimet) und kleinere Arbeiten in der Revue de l'histoire des religions und anderen Zeitschriften. Seine Gattin, geb. Marie Filon (1842–1902), arbeitete als Buddhologin und machte sich unter dem Namen Mary Summer als Schriftstellerin bekannt.